# نهايات غامضة
هو برنامج من إنتاج قناة الجزيرة عبارة عن سلسلة تتحدث عن شخصيات شابت نهايتها الغموض.. شخصيات سياسية وعامة كان قاسمها المشترك إعلان وفاتها بالانتحار، ولكن على مر السنين كانت هناك دوما رواية أخرى باحتمالية نظرية الاغتيال، هي سلسلة وثائقية تتناول نهاية هذه الشخصيات بين روايتين.

## أبرز الحلقات
| الشخصية        | جنسيته  | عنوان الحلقة                                                                   | الوصف | تاريخ بث الحلقة | المصادر       |
| -------------- | ------- | ------------------------------------------------------------------------------ | --- | --------------- | ------------- |
| كريم بلقاسم    | الجزائر | نهايات غامضة \| كريم بلقاسم.. ما حقيقة ضلوع النظام الجزائري في عملية الاغتيال؟ | صبيحة 20 أكتوبر/تشرين الأول 1970 في فرانكفورت بألمانيا، وُجد السياسي الجزائري كريم بلقاسم في أحد الفنادق وقد فارق الحياة.                                                                               | 2020/10/18      | [ 1 ] [ 2 ]   |
| شكري غانم      | ليبيا   | نهايات غامضة \| شكري غانم.. هل قُتل أم انتحر؟                                   | في صباح يوم الأحد 29 أبريل/نيسان 2012 في فيينا، عثر أحد المارة قرب نهر الدانوب على جثة رجل طافية على سطح الماء.                                                                                        | 2020/07/26      | [ 3 ] [ 4 ]   |
| منصور الكيخيا  | ليبيا   | نهايات غامضة \| منصور الكيخيا.. ذهب إلى مصر ولم يعد                            | سلط برنامج “نهايات غامضة” بتاريخ (2020/2/23) الضوء على ملابسات اختطاف المعارض الليبي البارز منصور الكيخيا، حيث اتهمت عائلة المفقود وأطراف في المعارضة الليبية نظام العقيد معمر القذافي باختطافه وقتله. | 2020/02/23      | [ 5 ] [ 6 ]   |
| توركوت أوزال   | تركيا   | نهايات غامضة \| "مجازفة سياسية خطيرة".. هل أودت بحياة تورغوت أوزال؟            | تابعت حلقة (2019/11/17) من برنامج “نهايات غامضة”، ملابسات وفاة الرئيس التركي الأسبق تورغوت أوزال يوم 17 أبريل/نيسان 1993.                                                                              | 2019/11/28      | [ 7 ] [ 8 ]   |
| بنان الطنطاوي  | سوريا   | نهايات غامضة \| هل كان النظام السوري وراء عملية اغتيال بنان الطنطاوي؟          | كشف وثائقي استقصائي أعدته الجزيرة ضمن برنامج “نهايات غامضة” عن تورط نظام حافظ الأسد باغتيال بنان الطنطاوي زوجة المراقب العام السابق للإخوان المسلمين بسوريا.                                           | 2019/05/05      | [ 9 ] [ 10 ]  |
| جون قرنق       | السودان | نهايات غامضة \| لغز مقتل جون قرنق.. من المستفيد من وفاته؟                      | تحدثت الحلقة عن حادثة تحطم الطائرة الذي أودى بحياة جون قرنق زعيم الحركة الشعبية لتحرير السودان والنائب الأول لرئيس جمهورية السودان قبل الانفصال، واستعرضت أبرز الفرضيات بشأن أسباب هذه الحادثة.        | 2019/03/10      | [ 11 ] [ 12 ] |
| وديع حداد      | فلسطين  | نهايات غامضة \| وديع حداد .. وفاة طبيعية أم اغتاله الموساد؟                    | تحدثت حلقة برنامج “نهايات غامضة” عن المناضل الفلسطيني وديع حداد وتفاصيل حياته، وبحثت في الروايات المختلفة والمتضاربة بشأن أسباب اغتياله، كاشفة عما يُعتقد أنه السبب الحقيقي وراء موته.                  | 2019/01/13      | [ 13 ]        |
| سليمان خاطر    | مصر     | نهايات غامضة \| سليمان خاطر.. انتحار أم تصفية مدبرة؟                           | بعد مرور أكثر من 30 عاما على وفاة الجندي المصري سليمان خاطر؛ ناقش برنامج “نهايات غامضة” قضية مقتله، وحاول أن يفكك الألغاز ويفند الروايات المتضاربة بشأنه لكشف الغموض المحيط بوفاته.                    | 2018/10/07      | [ 14 ] [ 15 ] |
| سعاد حسني      | مصر     | نهايات غامضة \| ما الذي حدث في الساعات الأخيرة قبيل وفاة سعاد حسني؟            | بعد مرور أكثر من 17 عاما على الحادثة، ما زال لغز وفاة سعاد حسني غامضاً. الجزيرة فتحت ملف وفاة الممثلة المصرية في ظل اتهام شقيقتها لصفوت الشريف بقتلها.                                                  | 2018/09/09      | [ 16 ] [ 17 ] |
| كمال السنانيري | مصر     | نهايات غامضة \| هل قتل كمال السنانيري جرّاء التعذيب؟                            | تناول برنامج “نهايات غامضة” موت القيادي بجماعة الإخوان المسلمين كمال السنانيري في سجن طره عام 1981 عقب اغتيال أنور السادات، وقالت الرواية الرسمية إنه انتحر، لكن هناك رواية أخرى.                      | 2018/01/14      | [ 18 ] [ 19 ] |
| محمود الزعبي   | سوريا   | نهايات غامضة \| ما حقيقة انتحار محمود الزعبي؟                                  | تناول برنامج “نهايات غامضة” موت محمود الزعبي صاحب أطول رئاسة وزراء بسوريا بين انتحاره “بثلاث رصاصات بالرأس” وبين اغتياله في تصفية حسابات بأواخر أيام حافظ الأسد تمهيدا لعهد الأسد الابن.               | 2017/12/10      | [ 20 ] [ 21 ] |
| أشرف مروان     | مصر     | نهايات غامضة \| كيف انتهت حياة أشرف مروان في لندن؟                             | تناول الفيلم التحقيقي “نهايات غامضة” قصة أشرف مروان صهر الرئيس المصري جمال عبد الناصر وسكرتير المعلومات الخاص للرئيس المصري أنور السادات.. هل انتحر بلندن أم جرت تصفيته؟                               | 2017/11/19      | [ 22 ] [ 23 ] |
| غازي كنعان     | سوريا   | نهايات غامضة \| غازي كنعان.. انتحر بيده أم بيد الأسد؟                          | ضمن سلسلة “نهايات غامضة” بثت الجزيرة فيلما حول وزير الداخلية السوري غازي كنعان الذي أعلن انتحاره عام 2005 بتوقيت حرج جدا، مما أثار التساؤل: هل انتحر كنعان أم نحر؟                                     | 2017/10/08      | [ 24 ] [ 25 ] |